# Kolem Chaj-nanu
Kolem Chaj-nanu je etapový cyklistický závod konaný na čínském ostrovu Chaj-nan. První ročník se uskutečnil v roce 2006. V roce 2007 se poprvé konal v rámci UCI Asia Tour na úrovni 2.1. V roce 2009 byl povýšen do kategorie 2.HC. V roce 2023 se stal součástí UCI ProSeries. Závod se měl stát součástí této série již v roce 2020, ale musel být zrušen kvůli pandemii covidu-19.

## Seznam vítězů
| Rok       | Země                               | Jezdec                             | Tým                                |
| --------- | ---------------------------------- | ---------------------------------- | ---------------------------------- |
| 2006      | Rusko                              | Sergej Kolesnikov                  | Omnibike Dynamo Moscow             |
| 2007      | Polsko                             | Robert Radosz                      | Intel–Action                       |
| 2008      | Rusko                              | Boris Špilevskij                   | Preti Mangimi                      |
| 2009      | Španělsko                          | Francisco Ventoso                  | Carmiooro A Style                  |
| 2010      | Kazachstán                         | Valentin Iglinskij                 | Astana                             |
| 2011      | Kazachstán                         | Valentin Iglinskij                 | Astana                             |
| 2012      | Kazachstán                         | Dmitrij Gruzdev                    | Astana                             |
| 2013      | Nizozemsko                         | Moreno Hofland                     | Belkin Pro Cycling                 |
| 2014      | Francie                            | Julien Antomarchi                  | Team La Pomme Marseille 13         |
| 2015      | Itálie                             | Sacha Modolo                       | Lampre–Merida                      |
| 2016      | Kazachstán                         | Alexej Lucenko                     | Astana                             |
| 2017      | Itálie                             | Jacopo Mosca                       | Willier Triestina–Selle Italia     |
| 2018      | Itálie                             | Fausto Masnada                     | Androni Giocattoli–Sidermec        |
| 2019–2022 | Nejelo se kvůli pandemii covidu-19 | Nejelo se kvůli pandemii covidu-19 | Nejelo se kvůli pandemii covidu-19 |
| 2023      | Španělsko                          | Óscar Sevilla                      | Team Medellín–EPM                  |
| 2024      | Nový Zéland                        | Aaron Gate                         | Burgos BH                          |
| 2025      | Ukrajina                           | Kyrylo Carenko                     | Team Corratec–Vini Fantini         |

### Vítězství dle zemí
| Vítězství | Země                                           |
| --------- | ---------------------------------------------- |
| 4         | Kazachstán                                     |
| 3         | Itálie                                         |
| 2         | Rusko Španělsko                                |
| 1         | Francie Nizozemsko Polsko Ukrajina Nový Zéland |